# Blaker (kaarshouder)

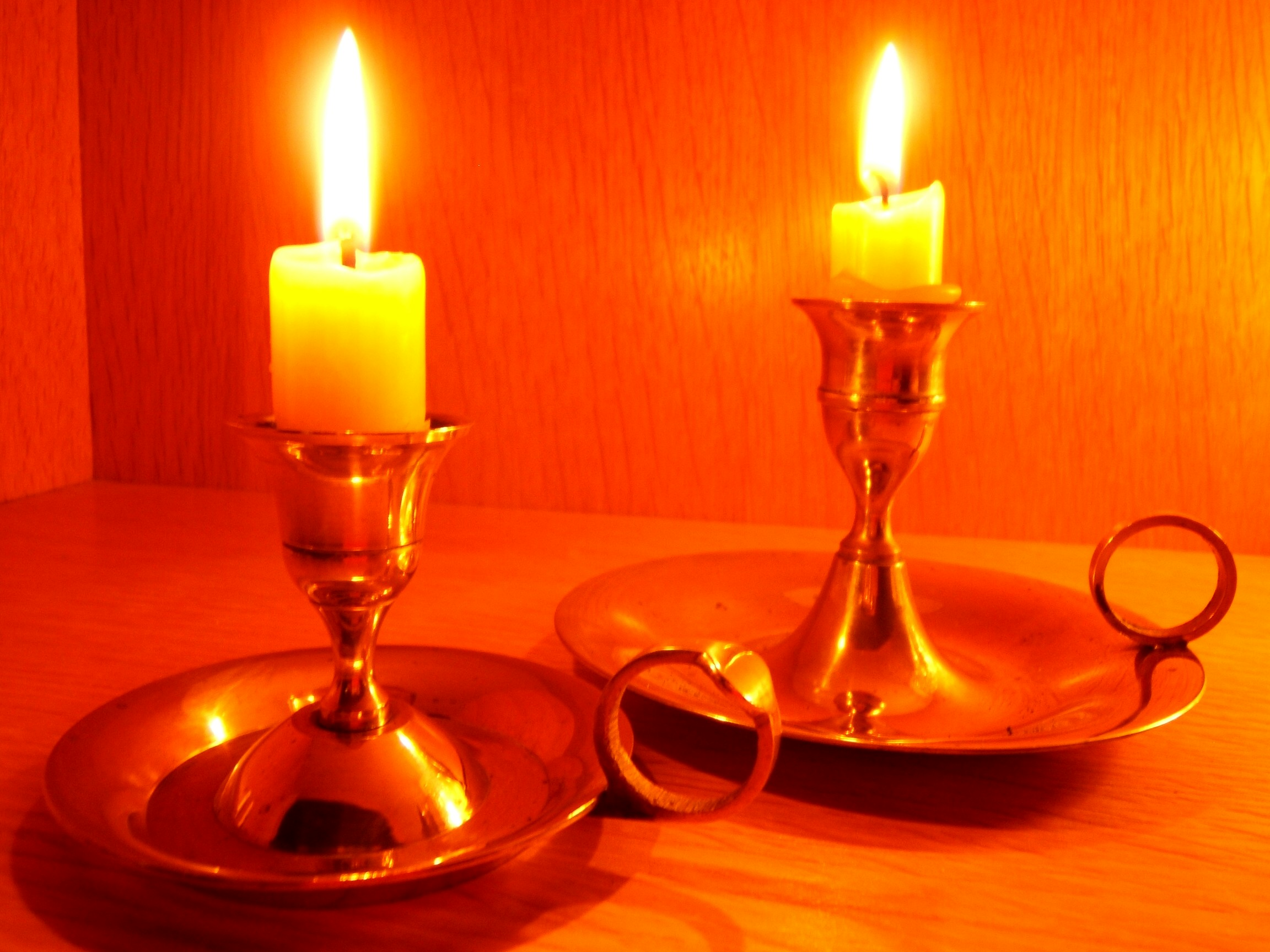
Koperen blakers

Een blaker is een lage kaarshouder met een platte voet, meestal voorzien van een handvat in de vorm van een oog of een steel. Ook heeft een blaker meestal rondom een opstaande rand, zodat gesmolten kaarsvet er niet af kan lopen. Voordat elektriciteit gemeengoed werd in gebouwen, werden blakers algemeen gebruikt als eenvoudige lamp of zaklamp.
Blakers werden meestal van messing of koper gemaakt, ook wel van tin, in sommige gevallen ook wel van keramiek.
Tegenwoordig worden ze alleen nog gebruikt als decoratie.